# Distretto di Sępólno
Il distretto di Sępólno (in polacco powiat sępoleński) è un distretto polacco appartenente al voivodato della Cuiavia-Pomerania.

## Geografia antropica

### Suddivisioni amministrative
Il distretto comprende 4 comuni.
- Comuni urbano-rurali: Kamień Krajeński, Sępólno Krajeńskie, Więcbork
- Comuni rurali: Sośno